# Système de santé algérien
Le secteur de la santé en Algérie a connu une amélioration de tous les paramètres de santé quantifiables[réf. nécessaire]. Des progrès ont été réalisés, surtout depuis le début des années 2000, grâce à une priorité redonnée à la garantie de l’accès à la santé et une part croissante du budget de l’état consacrée à la santé. La dépense courante de santé en Algérie représente pour 2016, 6.6 % du produit intérieur brut. La Santé est ainsi le cinquième poste de dépense avec 7,6 milliards de dollars en 2025.
Le système de santé algérien est classé quatrième en Afrique derrière le Nigéria, la Tunisie et l'Afrique du Sud par  Bloomberg healthiest country index en 2019.

## Situation du système de santé
La santé est non seulement un droit universel fondamental, mais aussi une ressource majeure pour le développement individuel, social et économique. Compte tenu de ce principe, l'Algérie a consacré dans sa Constitution le droit des citoyens à la protection de leur santé. Si des résultats incontournables sont enregistrés[réf. nécessaire] aujourd’hui[Quand ?], il n’en demeure pas moins que le système national de santé algérien est confronté à de multiples contraintes qui altèrent son efficacité et ses performances. L’inadaptation de son organisation, de sa gestion et de ses modalités de financement face aux mutations socio-économiques que connaît le pays doit être combattue sans pour autant[évasif] remettre en cause les principes d’équité, de solidarité qui fondent le système national de santé.
Ce ne seront pas[évasif] les infrastructures  hospitalières prévus dans le plan quinquennal (2010-2014) lancé par l'état qui vont améliorer, à eux seuls, la prestation sanitaire en Algérie. Il est vrai que ces nouvelles infrastructures vont densifier le tissu existant, mais elles ne régleront pas le déséquilibre spatial de la ressource humaine car c’est ce potentiel qui génère l’acte de soins.
L’enjeu est de taille pour le pays, la santé reste un problème qui se résout petit à petit[réf. nécessaire] grâce à la création de nombreux hôpitaux et de réformes sanitaires (type sécurité sociale).
La santé est assurée par deux types de soins : public et privé. Chacun peut avoir des soins gratuits dans un hôpital géré par l'État ou aller dans une clinique privée où il doit payer. Beaucoup de cliniques privées ont été créées ces dernières années dans presque tous les domaines de santé.
l'Algérie est confronté à un exode de ses médecins diplômées, vers l'Europe, et notamment la France.

### Aspect salarial
En 2022,  le professeur Rachid Belhadj de l'hôpital Mustapha-Pacha à Alger évoque l'« exode massif » des médecins algériens vers l'étranger. Il l'attribue à un problème salarial expliquant que « des femmes de ménages et des secrétaires ont un salaire égale ou supérieur à celui du médecin généraliste avec un bac+7 ». De même, il considère que payer 1 200 ou 1 500 euros par mois un professeur en médecine ayant exercé plus de 20 ans n'est pas correct. Il préconise de revoir le système de santé algérien constatant que les praticiens sont bien mieux payés dans les structures privées.
À partir de novembre 2024, des résidents en médecine algériens sont en grève illimitée dans plusieurs structures médicales du pays pour obtenir un meilleur salaire. Ils demandent une augmentation de 300 % de leur rémunération mensuelle actuelle de 70 000 dinars (environ 250 euros) et une augmentation des primes de garde, limitées à 2 800 dinars ( environ 12 euros) pour 12 heures de travail.
En janvier 2025, il est décidé par les autorités algériennes une nouvelle grille salariale avec en particulier une augmentations de salaires et des primes de performance.

## Statistiques
| Année                                     | 1991   | 1993   | 1998   |
| Dépenses nationales de santé (DNS)        | 32 314 | 40 112 | 36 189 |
| État                                      | 10 400 | 11 872 | 10 261 |
| Sécurité sociale                          | 16 155 | 16 110 | 15 795 |
| Autres (ménages, privées)                 | 5 759  | 12 130 | 10 133 |
| DNS/PIB (%)                               | 3,8    | 4,7    | 3,6    |
| DNS (millions de DA)                      | 32 314 | 40 112 | 36 189 |
| DNS/habitant (en DA)                      | 1 260  | 1 491  | 1 227  |
| DNS/habitant (en USD)                     | 68     | 87     | 61     |
| Source: Organisation mondiale de la santé |        |        |        |

- Prix constants de 1991 (unité : millions DA)
- En 1998, 1 USD = 75 DA

| Année                                                              | 2006  | 2007  | 2008  | 2009  | 2010  | 2011  | 2012  |
| Taux de natalité (naissances/1 000 habitants)                      | 17,14 | 17,11 | 17,03 | 16,9  | 16,71 | 16,69 | 23,99 |
| Taux de mortalité (décès/1 000 habitants)                          | 4,61  | 4,62  | 4,62  | 4,64  | 4,66  | 4,69  | 4,31  |
| Taux de mortalité infantile (décès/1 000 naissances normales)      | 29,87 | 28,78 | 28,75 | 27,73 | 26,75 | 25,81 | 24,90 |
| Taux de mortalité maternelle (décès / 100 000 naissances vivantes) | /     | /     | 120   | /     | 97    | /     | /     |
| Source: CIA World Factbook - Version du 1er janvier 2013           |       |       |       |       |       |       |       |

- Taux de natalité : Cette entrée donne le nombre moyen annuel de naissances au cours d'une année par 1 000 personnes dans la population en milieu d'année, également connu comme le taux brut de natalité. Le taux de natalité est généralement le facteur dominant dans la détermination du taux de croissance démographique. Il dépend à la fois du niveau de fertilité et de la structure par âge de la population[11].
- Taux de mortalité : Cet indicateur donne le nombre annuel moyen de décès pendant une année pour 1 000 habitants en milieu d'année, également connu comme le taux brut de mortalité. Le taux de mortalité, seulement un indicateur approximatif de la situation de la mortalité dans un pays, indique avec précision l'impact de la mortalité actuelle sur la croissance de la population. Cet indicateur est significativement affecté par la répartition par âge, et la plupart des pays finiront par montrer une augmentation du taux global de mortalité, en dépit de la baisse continue de la mortalité à tous les âges, du fait de la fertilité en déclin dans une population vieillissante[12].
- Taux de mortalité infantile : Cet indicateur donne le nombre de décès de nourrissons de moins d'un an dans une année donnée pour 1 000 naissances vivantes dans la même année. Ce taux est inclus dans le taux de mortalité totale, et les décès par sexe, masculin et féminin. Ce taux est souvent utilisé comme un indicateur du niveau de santé dans un pays[13].

## Organisation du système de santé
Le ministère de la Santé est le département gouvernemental chargé de la santé publique en Algérie.
Plusieurs établissements sont sous sa tutelle :
- Agence Nationale de Documentation de la Santé (ANDS) ;
- Agence Nationale du Sang (ANS) ;
- Centre National de Toxicologie (CNT) ;
- École Nationale de Management et de l'Administration de la Santé (ENMAS) ;
- Institut National Pédagogique de Formation Paramédicale (INPFP) ;
- Institut National de Santé Publique (INSP) ;
- Institut Pasteur d'Algérie (IPA) ;
- Laboratoire National de Contrôle des Produits Pharmaceutiques (LNCPP) ;
- Pharmacie Centrale des Hôpitaux (PCH) ;
- Des Centres Hospitaliers Universitaires (CHU) ;
- Autres : Réseau Algérien de Surveillance de la Résistance aux Antibiotiques (AARN), etc.

## Structures de soins
L'Algérie dispose en 2019 de 273 établissements publics de santé de proximité (EPSP), 1 706 polycliniques, 6 207 salles de soins, 534 maternités de proximité intégrées à des polycliniques, 16 centres hospitalo-universitaires (CHU) (13 755 lits) et 83 établissements hospitaliers spécialisés (EHS) (13 124 lits),.
L'Algérie dispose d'une couverture sanitaire au-dessous des recommandations internationales avec :
- 1,76 lits pour 1 000 habitants ;
- 1 polyclinique pour 23 917 habitants ;
- 1 salle de soins pour 6 886 habitants ;
- 1 médecin général pour 1 118 habitants ;
- 1 médecin spécialiste pour 1 413 habitants ;
- 1 chirurgien dentiste pour 2 972 habitants ;
- 1 pharmacien pour 3 467 habitants ;
- 1 paramédical pour 325 habitant ;
- 1 sage femme pour 1 203 habitants.

Les infrastructures privées de soins occupent une place importante dans le secteur de santé algérien. Ces infrastructures se répartissent comme suit :
- 28 cliniques médicales ;
- 249 cliniques médico-chirurgicales ;
- 36 cliniques de diagnostic ;
- 151 centres d‘hémodialyse avec 1 780 reins artificiels disponibles ;
- 709 cabinets de groupe ;
- 9 042 cabinets de médecins spécialistes ;
- 7 298 cabinets de médecins généralistes ;
- 6 514 cabinets de chirurgie dentaire ;
- 10 260 officines pharmaceutiques.

## Maladies et contaminations

### Maladies
- Maladies non transmissibles : Hypertension artérielle, Asthme, Maladies mentales, Cardiopathies et le Diabète insulinodépendant.
- Maladies à transmission hydrique.
- Anthropozoonoses : Brucellose, Leishmaniose cutanée et viscérale, hydatidose et la Rage humaine.
- Méningites.
- Malnutrition : Retard pondéral, Retard statural et Retard staturo-pondéral.

### Plan anti cancer
L'Algérie enregistre annuellement une incidence de 55 000 nouveaux cas de cancer, les 5 premiers cancers sont : le sein, le colon-rectum, le poumon, la thyroïde et la vessie. L’Algérie dispose en 2019 de 50 appareils de radiothérapie répartis sur 25 centres (dont cinq dans le secteur privé), en 2014, il n’y en avait que 8 centres.

### Programme national élargi devaccination
L'Algérie a un programme national de vaccination obligatoire et gratuit pour tout enfant, ce programme a été modifié à plusieurs reprises, les pathologies visées sont :
- la tuberculose ;
- la poliomyélite ;
- l'hépatite B ;
- la diphtérie ;
- le tétanos ;
- la coqueluche ;
- la rougeole ;
- la rubéole ;
- les oreillons ;
- le pneumocoque ;
- l'hémophilus influenza B.

D'autres vaccins sont recommandés mais non obligatoires, notamment le vaccin anti grippal chez la personne âgée ou ayant une pathologie respiratoire ou cardiaque.

### Programme national de lutte contre la tuberculose
Un programme national de lutte contre la tuberculose a été mis en œuvre dès 1966, afin de détecter les cas et standardiser la prise en charge.

### Programme national de lutte contre les infections respiratoires aiguës de l'enfant
Première cause de mortalité infantile chez l'enfant selon l'Organisation mondiale de la santé, l'Algérie s'est doté d'un programme national de lutte contre les IRA de l’enfant de moins de 05 ans. Ce programme se base sur la standardisation du diagnostic et de la prise en charge, la formation du personnel de santé et l'éducation sanitaire des mères.

### Programme national de lutte contre le rhumatisme articulaire aigu
Ce programme vise à lutter contre le Rhumatisme articulaire aigu, par :
- le diagnostic et le traitement de toutes les angines ;
- l'enregistrement et la déclaration obligatoire de tous les cas de R.A.A. dépistés ;
- la standardisation du traitement du RAA.

### Plan National Stratégique de lutte contre les IST/VIH/sida
Afin de renforcer le dépistage, promouvoir la prévention et standardiser la prise en charge.

### Programme national de planification familiale
Le programme national pour la maîtrise de la croissance  démographique, adopté le 20 février 1983 et dont la finalité est de  réguler le rythme excessif de la croissance de la population afin  d’améliorer le niveau de développement économique et social.

### Programme national de lutte contre la Morbidité et la Mortalité Maternelle et Périnatale
Rendu nécessaire au regard des taux de mortalité maternelle et infantile qui restent importants par rapport aux objectifs de l'OMS.

### Autres programmes nationaux
1. Programme National de Lutte Contre les MTH (Maladies à Transmission Hydrique) ;
2. Programme National de Lutte Contre les Zoonoses ;
3. Programme National de Lutte Anti-Paludienne ;
4. Programme National de Lutte Contre les Méningite cérébro-spinales ;
5. Programme National de Lutte Contre les Diarrhées ;
6. Programme National de Lutte Contre la Malnutrition Protéino-Energitique ;
7. Programme National d’Éradication de la Poliomyélite ;
8. Programme National de Lutte Contre le TNN (Tétanos Néo Natal) ;
9. Programme National de Lutte Contre la Mortalité Infantile ;
10. Programme National de la Population ;
11. Programme National de la Santé en milieu spécifique (santé scolaire) ;
12. Programme National de la Santé Bucco-Dentaire en Milieu Éducatif ;
13. Programme National de la Santé Mentale.

### Grippe A (H1N1)
L'Algérie était parmi les pays concernés par la grippe A (H1N1) qui a touché le monde entier. Le premier cas avait été confirmé le 20 juin 2009, il s'agit d'une ressortissante algérienne arrivée à Alger en provenance de Miami (États-Unis).
Le ministère de la Santé a déjà acquis, en 2010, de grandes quantités de vaccin après une grande pandémie qui a sévi dans le monde entier. La campagne de vaccination a débuté fin décembre 2010.
L'Algérie décompte le 22 janvier 2010, 916 cas avec 57 morts.

### Coronavirus MERS-CoV
Le Coronavirus du syndrome respiratoire du Moyen-Orient (MERS-CoV), dont le premier et principal foyer est en Arabie saoudite, a été détecté en Algérie. Deux cas de contamination par le coronavirus ont été enregistrés en Algérie et le premier décès lié à ce virus a été enregistré le 12 juin 2014 après la mort à Tlemcen d'une personne qui avait été hospitalisé une semaine après son retour d’Arabie saoudite où il avait effectué la Omra. Malgré le coronavirus, les autorités algériennes n'ont pas empêché les citoyens d'accomplir le hadj pour la saison 2014.

### Coronavirus Covid-19
Comme beaucoup de pays, l'Algérie a été atteinte par la Covid-19. Le 25 février 2020, le ministre de la santé annonce l'identification d'un premier cas, il s'agissait d'un ressortissant italien entré dans le territoire algérien le 17 février de la même année, Plusieurs cas furent annoncés par la suite essentiellement en rapport avec des ressortissants algériens revenant de pays européens. Pour contrer la progression de l'épidémie, le gouvernement algérien ordonne la fermeture des écoles, des crèches, des universités et des centres de formation professionnelle. Les vols de et vers le Maroc, l'Italie, l'Espagne et la France sont suspendus.

### Virus Ebola
L'Algérie a décidé de prendre des mesures exceptionnelles pour prévenir du risque de la propagation de l’épidémie de maladie à virus Ebola. Les aéroports et les postes d’entrée terrestres pour les wilayas du Sud font l’objet d’un suivi particulier. Ainsi, les listes de passagers sont conservées afin de détecter le foyer exact du virus si un cas devait être déclaré.